# Paulo Leal
Paulo Leal de Melo Neto (Maceió, 16 de janeiro de 1985) é um ator, diretor e roteirista brasileiro mais conhecido por interpretar o Dr. Fernando no remake da telenovela Chiquititas.

## Biografia
Paulo nasceu em Maceió, mas mudou-se com a mãe, Célia, ainda pequeno para o Rio Grande do Sul. Em 2003, aos 18 anos, decidiu sair de Tramandaí para estudar teatro em Porto Alegre. Em 2011, começou a namorar à atriz Graziella Schmitt com quem casou-se em 2015 e tem uma filha, Constance..  Ficou nacionalmente conhecido por sua atuação nos remakes das telenovelas juvenis Rebelde, exibida pela RecordTV, e Chiquititas, exibida pela SBT, interpretando o professor Tadeu Oliveira e o médico Fernando Brausen, respectivamente. Paulo começou a atuar aos 14 anos ainda na escola em uma montagem de Auto da Compadecida. Hoje exerce também a função de cantor, no Dunamis Movement.

## Vida pessoal
No ano de 2011, durante as gravações da novela Amor e Revolução, conheceu a também atriz Graziella Schmitt. Chegaram a enfrentar a distância durante o relacionamento. Após dividirem um apartamento no Rio de Janeiro, eles se casaram em 2015  ,  que contaram com a presença de outros famosos. 
Fruto da relação, nasceu a primeira filha do casal, Constance , em julho de 2019. 

## Filmografia

### Televisão
| Ano     | Título                 | Papel                | Notas                 |
| ------- | ---------------------- | -------------------- | --------------------- |
| 2008    | Minha Terra, Minha Mãe | Juca                 |                       |
| 2010    | Tempos Modernos        | Raulzão              |                       |
| 2011    | Amor e Revolução       | João Paixão          |                       |
| 2012    | Rebelde                | Prof. Tadeu Oliveira | Temporada 2           |
| 2014–15 | Chiquititas            | Dr. Fernando Brausen |                       |
| 2017    | Os Dias Eram Assim     | Samuel               |                       |
| 2017    | O Rico e Lázaro        | Rafael               | Participação especial |
| 2019    | Jezabel                | Zaniel               |                       |

### Cinema
| Ano  | Título                | Papel |
| ---- | --------------------- | ----- |
| 2016 | Desculpe o Transtorno | —     |